# Bẫy hơi

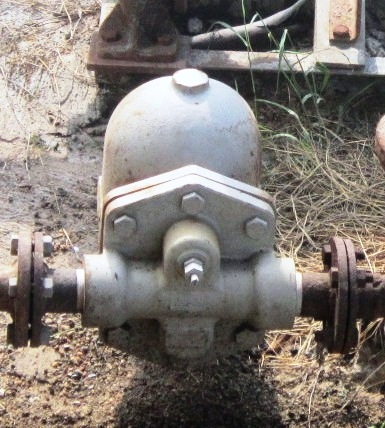
Bẫy hơi dạng bi phao

Bẫy hơi (tiếng Anh: steam trap) hay còn gọi là cốc ngưng tụ, bộ xả ngưng, hoặc van cóc là một thiết bị được sử dụng để xả nước ngưng và khí không ngưng tụ mà vẫn tránh thất thoát hoặc tiêu thụ tối thiểu hơi. Bẫy hơi thật ra là một loại van tự động vì có thể tự mở, đóng hoặc điều biến tự động.
Bẫy hơi là thiết bị quan trọng trong hệ thống năng lượng sử dụng hơi. Chức năng quan trọng của bẫy hơi bao gồm việc loại bỏ nước ngưng và các khí không ngưng tụ (như cacbon dioxide, nitơ, oxy…), đồng thời hạn chế sự thất thoát hơi giúp tiết kiệm năng lượng và chi phí vận hành. Nếu không sử dụng bẫy hơi, nước ngưng và không khí sẽ làm giảm lưu lượng của đường ống hơi và giảm năng suất truyền nhiệt của thiết bị. Đồng thời, nước ngưng tích tụ sẽ gây ra hiện tượng nước va (thủy kích) làm phá hủy đường ống, thiết bị và gây nguy hiểm cho người vận hành. Những loại khí không ngưng như oxy, cacbon dioxide, nếu không loại bỏ sẽ gây ra hiện tượng ăn mòn.

## Nguyên lý hoạt động
Bẫy hơi hoạt động dựa trên sự khác biệt về tính chất giữa hơi (steam) và nước ngưng (condensate). Nước ngưng sẽ tập trung ở điểm thấp nhất vì hơi nước có thể tích lớn hơn khoảng 1600 lần so với pha lỏng của nó ở cùng nhiệt độ và áp suất. Tính chất hơi cũng thay đổi theo áp suất; ở các điều kiện áp suất khác nhau, hơi sẽ có điểm sôi khác nhau. Bẫy hơi có thể được chia thành ba loại chính: bẫy hơi cơ học (dựa trên sự chênh lệch về khối lượng riêng của hơi và nước ngưng), bẫy hơi nhiệt tĩnh (dựa trên sự chênh lệch về nhiệt độ), và bẫy hơi nhiệt động (dựa trên sự chênh lệch về động năng). Những loại bẫy hơi này sử dụng các tính chất khác nhau của hơi nước và các định luật vật lý khác nhau để loại bỏ nước ngưng và những loại khí không ngưng (non-condensable gases), đồng thời giữ hơi trong hệ thống, không bị thất thoát hơi. Tất cả các đường phân phối hơi hoặc khí và các thiết bị trao đổi nhiệt đều phải sử dụng bẫy hơi.

## Bẫy hơi cơ học
Bẫy hơi cơ (mechanical steam trap) loại bỏ nước ngưng dựa trên sự chênh lệch về khối lượng riêng của hơi và nước ngưng. Nước khi ở thể lỏng (nước ngưng) sẽ có khối lượng riêng nặng hơn khi ở thể khí (hơi nước). Do vậy, nước ngưng có xu hướng di chuyển xuống khu vực thấp nhất của hệ thống thiết bị có lắp đặt bẫy hơi. Bẫy hơi cơ học có cấu tạo cơ bản gồm một phao nổi được gắn trực tiếp với một van đóng–mở. Khi lượng nước ngưng đủ nhiều sẽ làm dâng mực chất lỏng trong bẫy hơi, làm phao nổi lên và mở van, giúp thải nước ngưng ra ngoài. Khi nước ngưng đã thoát ra phần lớn, mực chất lỏng hạ xuống và đóng van xả nước ngưng. Bẫy hơi cơ có hai loại chính: dạng bi phao và dạng thùng ngược.

### Bẫy hơi bi phao

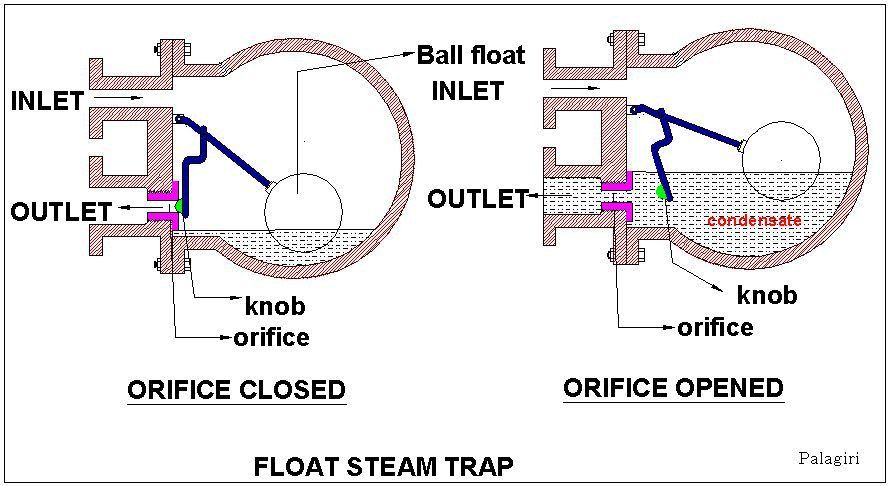
Sơ đồ hoạt động của bẫy hơi bi phao

Bi phao (float hoặc ball float) là một quả cầu kim loại đủ nhẹ để nổi trên nước. Khi mực nước ngưng trong bẫy hơi dâng lên, bi phao sẽ nâng lên để mở van. Bi phao có thể đóng–mở bằng cách che trực tiếp trên lỗ thoát nước ngưng hoặc bằng cách kéo van thông qua cơ cấu đòn bẩy. Để chọn kích thước bẫy hơi bi phao phù hợp cần biết những thông số của hệ thống như áp suất tối đa của hơi và lưu lượng nước ngưng tạo ra. Nếu không chọn bẫy hơi có kích thước phù hợp với hệ thống, sự chênh lệch áp suất khi hơi đi qua bẫy hơi sẽ làm bi phao không nổi và không thể xả nước ngưng. Bẫy hơi dạng bi phao là loại thiết bị thường đóng (fail closed).

### Bẫy hơi thùng ngược

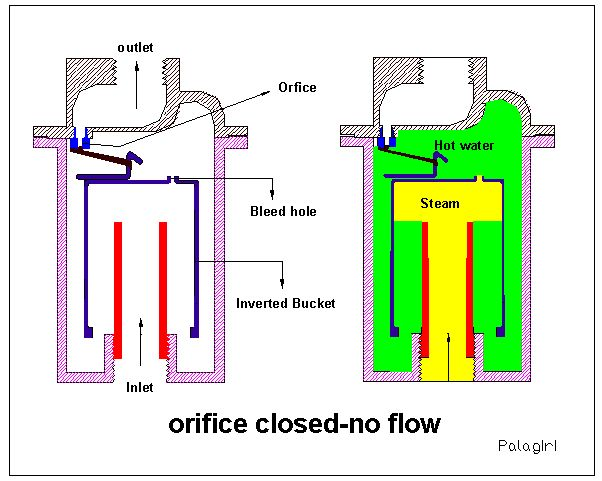
Sơ đồ hoạt động của bẫy hơi thùng ngược

Bẫy hơi thùng ngược (inverted bucket trap), hay còn gọi là "bẫy hơi cốc phao", sử dụng một cốc nhỏ kim loại úp ngược giúp đóng–mở van thông qua cơ cấu đòn bẩy. Khi chỉ có hơi và khí không ngưng có mặt trong bẫy hơi, thùng sẽ nổi lên, van ở vị trí đóng, không cho hơi và khí thoát ra ngoài. Khi nước ngưng đi vào bẫy hơi, thùng chìm xuống, kéo van đi xuống khỏi vị trí đóng, giúp xả nước ngưng ra ngoài. Bẫy hơi thùng ngược có thể được mồi kích hoạt khi hệ thống hơi bắt đầu khởi động bằng cách đóng van thoát đầu ra của bẫy hơi, chờ cho đến khi thùng nổi lên.
Thùng ngược có một lỗ thông hơi ở phần trên của thùng ngược nhằm cho khí không ngưng thoát ra khỏi thùng và hòa chung với nước ngưng phía trên. Khi nước ngưng được xả ra, khí sẽ thoát ra cùng. Nếu không có lỗ thông hơi, lượng khí không ngưng tiếp tục tích tụ trong thùng ngược; do khí nhẹ làm thùng ngược tiếp tục nổi, làm đóng van, gây ra hiện tượng bịt khí (airbind). Nước ngưng không thể thoát ra, có thể dẫn đến hiện tượng nước va gây nguy hiểm. Bẫy hơi thùng ngược bị hạn chế sử dụng trong môi trường có nhiệt độ thấp (dưới nhiệt độ đóng băng của nước). Khả năng chứa khí không ngưng của bẫy hơi loại này cũng không tốt bằng các loại bẫy hơi khác.

## Bẫy hơi nhiệt tĩnh
Bẫy hơi nhiệt tĩnh (thermostatic steam trap) loại bỏ nước ngưng qua chênh lệch nhiệt độ của hơi so với pha lỏng. Thuật ngữ "nhiệt tĩnh" có ý nghĩa là sự cân bằng nhiệt. Hơi chứa nhiều nhiệt năng hơi nước ngưng, do vậy, năng lượng này có thể được dùng để điều khiển bẫy hơi hoạt động. Bẫy hơi nhiệt tĩnh rất hiệu quả trong việc loại bỏ không khí và các khí không ngưng, đặc biệt trong quá trình khởi động hệ thống. Bẫy hơi nhiệt tĩnh có bốn loại phổ biến: lưỡng kim, ống xếp, nhiệt tĩnh–bi phao, và nhiệt giãn nở.

### Bẫy hơi lưỡng kim
Bẫy hơi dạng lưỡng kim (bimetallic steam trap) có cấu tạo gồm một thanh lưỡng kim thay đổi hình dạng và kích thước khi nhiệt độ thay đổi. Nước ngưng khi đi vào bẫy hơi khi van xả đang ở vị trí mở; khi hơi đi vào, làm tăng nhiệt độ, bộ phận lưỡng kim thay đổi hình dạng, làm đóng van xả, tránh thất thoát hơi. Bẫy hơi lưỡng kim chỉ hoạt động khi nhiệt độ thay đổi nên cần được hiệu chỉnh theo dải áp suất hoạt động tương ứng (dựa vào đồ thị áp suất–nhiệt độ hơi nước bão hòa). Để tránh thất thoát hơi hoặc tránh nước ngưng tích tụ quá nhiều, nhà sản xuất thường sử dụng nhiều loại van và bộ phận lưỡng kim có hình dạng–kích thước khác. Những kiểu thiết kế này giúp bẫy hơi đáp ứng tốt theo sự thay đổi của điều kiện hệ thống. Bẫy hơi dạng lưỡng kim là loại thiết bị thường đóng.

### Bẫy hơi ống xếp
Bẫy hơi ống xếp (bellows) và bẫy hơi dạng màng (diaphragm) thường được dùng cho hệ thống gia nhiệt áp suất thấp. Bộ phận ống xếp có nhiều nếp gấp và chứa chất lỏng bên trong (thường là cồn, nước, hoặc hỗn hợp của chúng). Khi hơi đi vào bẫy hơi, nhiệt độ tăng lên, chất lỏng bên trong ống xếp giãn nở cho đến khi áp suất bên trong và bên ngoài ống xếp cân bằng. Bẫy hơi ống xếp có thể được dùng ở nhiều mức áp suất khác nhau vì khi hơi bao bọc bên ngoài ống xếp, bên trong ống xếp cũng có lượng hơi nhất định (do chất lỏng bay hơi).
Nếu mở bẫy hơi ống xếp khi vẫn còn nóng, ống xếp tiếp tục nở và có thể bị hỏng. Nếu bẫy hơi ống xếp tiếp xúc với hơi quá nhiệt (superheated steam), toàn bộ chất lỏng trong ống xếp sẽ hóa hơi hoàn toàn, áp suất bên trong ống xếp sẽ vô cùng lớn, dẫn đến hư hỏng. Bẫy hơi dạng ống xếp là loại thiết bị thường đóng. Bẫy hơi ống xếp và bẫy hơi màng chỉ sử dụng được cho áp suất tối đa là 300 psi (khoảng 2.070 kPa) và nhiệt độ dưới 220 °C.

### Bẫy hơi nhiệt tĩnh–bi phao
Bẫy hơi nhiệt tĩnh–bi phao (float and thermostatic trap hoặc viết tắt là F&T trap) có cấu tạo giống với bẫy hơi bi phao, gồm một bi phao nối với cơ cấu đòn bẩy. Khi bi phao nổi lên vì nước ngưng tích tụ, làm mở van, và ngược lại. Bộ phận nhiệt tĩnh có thể là loại ống xếp, màng, hoặc lưỡng kim. Bộ phận nhiệt tĩnh không bị ảnh hưởng bởi nhiệt độ bên trong bẫy hơi, mà phụ thuộc vào lượng hơi và khí không ngưng có trong bẫy hơi: đóng van khi có mặt của hơi và mở van khi có khí không ngưng. Bộ phận nhiệt tĩnh thường có phần bảo vệ riêng để dễ kiểm tra, tháo gỡ để bảo trì, sửa chữa. Bẫy hơi dạng nhiệt tĩnh–bi phao là loại thiết bị thường đóng. Bẫy hơi nhiệt tĩnh–bi phao không thể dùng cho hệ thống sử dụng hơi quá nhiệt.

### Bẫy hơi giãn nở nhiệt
Bẫy hơi giãn nở nhiệt (thermal expansion steam trap) hoạt động trong một khoảng nhiệt độ nhất định mà không phụ thuộc vào sự thay đổi áp suất. Bộ phận cảm nhiệt của bẫy hơi có thể là dạng parafin, nhựa, hoặc chất lỏng đặc biệt. Bộ phận cảm nhiệt có tỉ lệ giãn nở lớn khi có sự thay đổi nhỏ về nhiệt độ. Khi nước ngưng chảy vào bẫy hơi, van xả sẽ mở hoàn toàn. Khi nhiệt độ tăng lên đến nhiệt độ bão hòa, bộ phận nhiệt sẽ giãn nở nhiều để đóng van và ngăn thất thoát hơi. Bẫy hơi được chọn sử dụng theo khoảng nhiệt độ nhất định, tương ứng với nhiệt độ bão hòa và áp suất. Bẫy hơi dạng nhiệt tĩnh–bi phao là loại thiết bị thường mở (fail open).

## Bẫy hơi nhiệt động
Bẫy hơi nhiệt động (thermodynamic steam trap) hoạt động dựa trên sự chênh lệch về vận tốc, lưu lượng, và áp suất của hơi và nước ngưng.

### Bẫy hơi tiết lưu
Bẫy hơi tiết lưu (orifice trap) hoạt động dựa trên nguyên lý Bernoulli: khi lưu chất (hơi hoặc khí) đi qua vùng tiết diện thu hẹp sẽ bị giảm áp suất và tăng vận tốc. Dạng bẫy hơi này dùng một lỗ tiết lưu hoặc ống venturi. Bẫy hơi tiết lưu có đường kính đầu ra nhỏ hơn so với các bẫy hơi loại đóng–mở van khác. Vận tốc khối lượng của hơi khi đi qua tiết lưu thấp hơn so với nước ngưng. Do vậy, sự thất thoát hơi trong quá trình khởi động hệ thống của bẫy hơi tiết lưu sẽ ít hơn so với các bẫy hơi khác.

### Bẫy hơi xung lực
Bẫy hơi xung lực piston (piston impulse steam trap) là bẫy hơi nhiệt động đầu tiên được sử dụng. Bẫy hơi xung lực sử dụng dĩa van có bề mặt lớn tiếp xúc với nước ngưng nguội. Khi nước ngưng nóng lên và đạt đến nhiệt độ hóa hơi, một lượng nước ngưng sẽ đi lên trên dĩa van piston và bốc hơi chớp (flash steam). Hơi chớp là nước ngưng khi giảm áp suất xuống đến áp suất và nhiệt độ bão hòa, do vẫn còn nhiều nhiệt năng, nên lập tức hóa hơi. Hơi chớp bên trên dĩa van piston sẽ nén xuống và đóng van. Lực nén chặt của hơi sẽ ngăn không cho hơi tiếp tục đi vào bẫy hơi. Van trong bẫy hơi sẽ tiếp tục đóng cho đến khi hơi bị ngưng tụ. Khi nhiệt độ giảm, hơi bên trên dĩa van bị ngưng tụ, áp suất hơi bên trên van giảm, van mở ra để xả nước ngưng. Không khí hoặc khí không ngưng đi qua lỗ thông hơi trên piston. Bẫy hơi piston có thể là loại thiết bị thường đóng hoặc thường mở. Bẫy hơi xung lực không hiệu quả nếu áp suất ngược (back pressure) lớn hơn 50% so với áp suất đầu vào bẫy hơi.

### Bẫy hơi đồng tiền

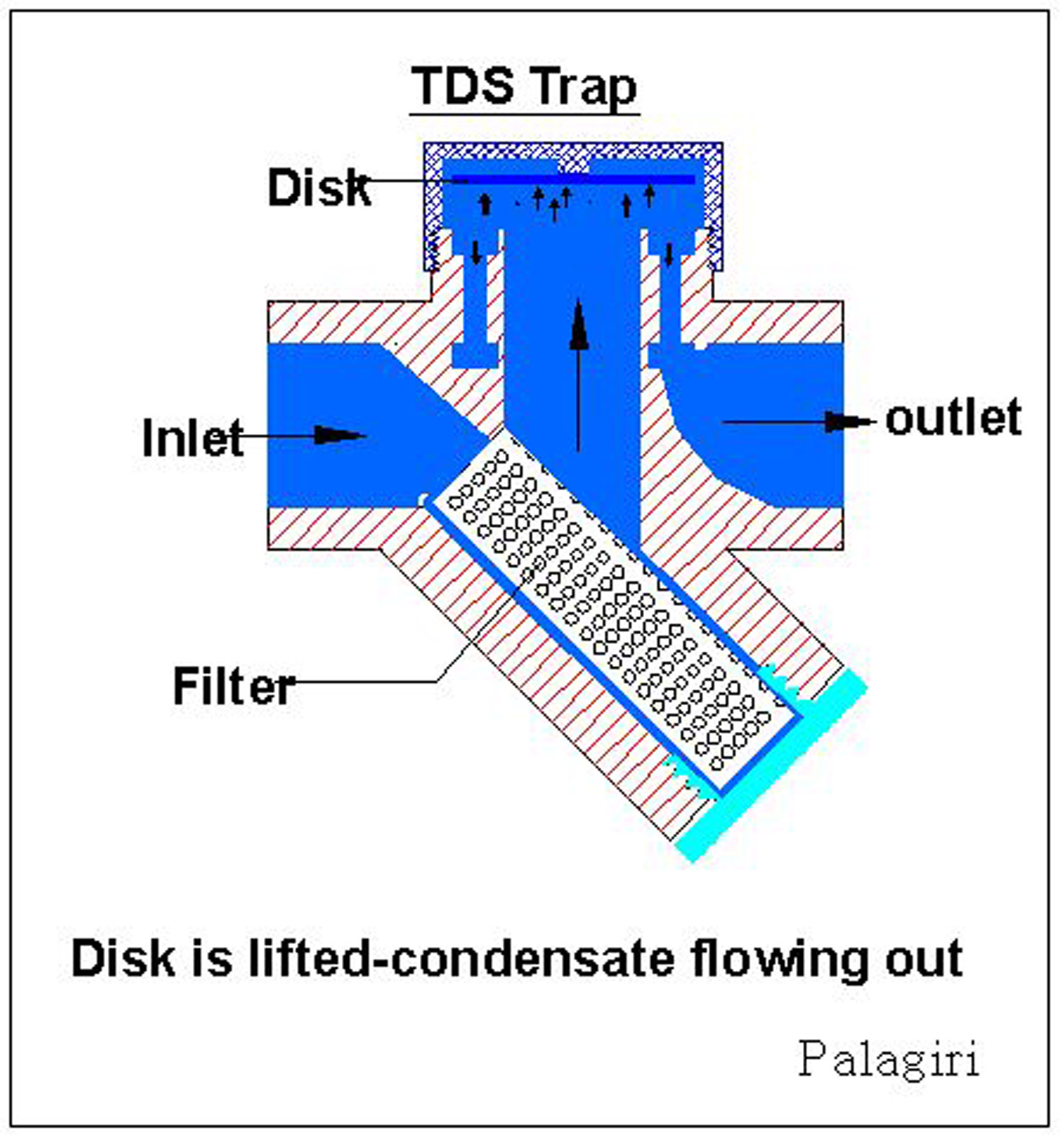
Nguyên lý hoạt động của bẫy hơi nhiệt động: Một dĩa van được điều chỉnh cân bằng nhờ áp suất thay đổi bởi hơi và nước ngưng phía trên dĩa van. Hơi trước khi đi vào bẫy hơi sẽ đi qua một bộ phận lọc để tách chất rắn trong hơi.

Bẫy hơi đồng tiền (disk steam trap) chỉ có một bộ phận di chuyển được, đó là dĩa van (hay còn gọi "đồng tiền"). Cũng giống như bẫy hơi piston, phía trên dĩa van có một buồng nhỏ để chứa hơi và nước ngưng hóa hơi. Áp suất hơi trong buồng nhỏ sẽ đè xuống dĩa van và đóng van. Khi hơi trong buồng nhỏ giảm nhiệt độ và ngưng tụ, áp suất trên dĩa van giảm, van nâng lên và mở thoát nước ngưng ra ngoài. Bẫy hơi dạng đồng tiền là loại thiết bị thường mở. Bẫy hơi đồng tiền không phù hợp cho áp suất dưới 10 psi (khoảng 69 kPa) và không hiệu quả nếu áp suất ngược lớn hơn 50% so với áp suất đầu vào bẫy hơi.

## Đánh giá hiệu quả hoạt động
Bẫy hơi là thiết bị quan trọng trong hệ thống và thiết bị sử dụng hơi. Bẫy hơi được kiểm tra thường xuyên nhằm xác định liệu bẫy hơi có hoạt động bình thường không và nếu có vấn đề xảy ra, bẫy hơi đang ở dạng đóng hay mở. Có bốn phương pháp xác định hiệu quả hoạt động của bẫy hơi dựa vào: ngoại quan, âm thanh, nhiệt độ, và độ dẫn điện.

### Phương pháp ngoại quan
Phương pháp ngoại quan chủ yếu dựa trên việc quan sát lưu chất đầu ra của bẫy hơi. Phương pháp này dùng cho đường ống có lắp van thử bằng tay phía sau bẫy hơi hoặc hệ thống không thu hồi nước ngưng. Người vận hành cần biết cách phân biệt giữa hơi chớp (flash steam)–cho biết bẫy hơi đang hoạt động bình thường– và hơi hoạt động (live steam)–cho biết bẫy hơi đang có vấn đề và bị rò rỉ hơi. Hơi chớp được tạo ra do một phần nước ngưng bị hóa hơi nhanh sau khi bị giãn nở vì giảm áp suất.

### Phương pháp âm thanh
Khi bẫy hơi hoạt động, chuyển động lưu chất giữa hơi và nước ngưng sẽ gây ra âm thanh khả thính và siêu âm. Việc đánh giá bằng âm thanh có thể từ cách đơn giản là dùng dụng cụ cơ khí kiểm tra âm thanh cho đến phức tạp hơn với thiết bị chuyên dụng đặc biệt. Việc sử dụng những thiết bị chuyên dụng có thể giúp đánh giá hiệu quả hoạt động của bẫy hơi chính xác.

### Phương pháp nhiệt độ
Đây là phương pháp kém chính xác nhất vì hơi bão hòa và nước ngưng có thể cùng tồn tại ở cùng nhiệt độ, do vậy rất khó để phân biệt sự xuất hiện của hai dạng lưu chất này chỉ dựa vào nhiệt độ. Tuy nhiên, phương pháp nhiệt độ cũng giúp ích trong một số trường hợp. Ví dụ như nhiệt độ ở đường ống đầu ra của bẫy hơi thấp hơn so với nhiệt độ đầu vào, cho biết nước ngưng được thải ra và bẫy hơi đang hoạt động bình thường. Ngược lại, nhiệt độ ở đường ống đầu ra và đầu vào của bẫy hơi tương đương nhau, cho biết hơi bị thất thoát qua bẫy hơi, và bẫy hơi đang có vấn đề.

### Phương pháp độ dẫn điện
Phương pháp này dựa trên sự chênh lệch về độ dẫn điện giữa hơi và nước ngưng. Đầu đo độ dẫn điện được gắn trực tiếp trong cấu kiện bẫy hơi hoặc được đặt trước đầu vào của bẫy hơi. Trong điều kiện hoạt động bình thường, đầu đo sẽ chìm trong nước ngưng. Nếu bẫy hơi có vấn đề, hơi sẽ tràn qua bẫy hơi, đầu đọc sẽ đo được độ dẫn điện của hơi, thay vì của nước ngưng. Từ đó, sẽ xác định được bẫy hơi đang có vấn đề hay không. Việc đo nhiệt độ có thể được dùng kèm với thiết bị đo độ dẫn điện để mang lại kết quả đánh giá chính xác hơn.